# Famille Boulay de La Meurthe
La famille Boulay de La Meurthe est une famille française éteinte en ligne masculine en 2014, originaire de Lorraine. 
Elle avait été titrée en 1808 sous le Premier Empire et appartenait ainsi à la noblesse d'Empire.
Elle s'est distinguée par les fonctions politiques occupées par trois de ses membres, dont Antoine Boulay de La Meurthe (1761-1840), président du Conseil des Cinq-Cents puis ministre d'État, ministre de la Justice.

## Histoire
La famille Boulay a ajouté la particule « de La Meurthe » à son nom afin de se distinguer de Pierre-Sébastien Boulay-Paty.

## Liste des comtes Boulay de La Meurthe et de l'Empire
- Comte Boulay de La Meurthe et de l'Empire (26 avril 1808)[1].

1. 1808-1840 : Antoine Boulay de La Meurthe (1761-1840), 1er comte Boulay de La Meurthe et de l'Empire, président du Conseil des Cinq-Cents (1797-1798, 1799), ministre d'État, ministre de la Justice (1815), fils de Romary Boulay.
2. 1840-1858 : Henri Boulay de La Meurthe (1797-1858), 2e comte Boulay de La Meurthe et de l'Empire, vice-président de la République française (1849-1852), sénateur (1852-1858), fils du précédent.
3. 1858-1859 : Napoléon Boulay de La Meurthe (1853-1859), 3e comte Boulay de La Meurthe et de l'Empire, fils du précédent.
4. 1859-1880 : François Boulay de La Meurthe (1799-1880), 4e comte Boulay de La Meurthe et de l'Empire, conseiller d'État, sénateur du Second Empire (1857-1870), oncle du précédent.
5. 1880-1926 : Alfred Boulay de La Meurthe (1843-1926), 5e comte Boulay de La Meurthe et de l'Empire, historien, fils du précédent.
6. 1926-1951 : André Boulay de La Meurthe (1878-1951), 6e comte Boulay de La Meurthe et de l'Empire, militaire, fils du précédent.
7. 1951-1971 : Emmanuel Boulay de La Meurthe (1887-1971), 7e comte Boulay de La Meurthe et de l'Empire, homme d'affaires, frère du précédent.
8. 1971-2014 : Alfred Boulay de La Meurthe (1925-2014), 8e comte Boulay de La Meurthe et de l'Empire, homme d'affaires, fils du précédent.

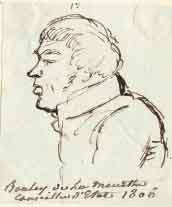
Boulay de La Meurthe, conseiller d'État (1806)
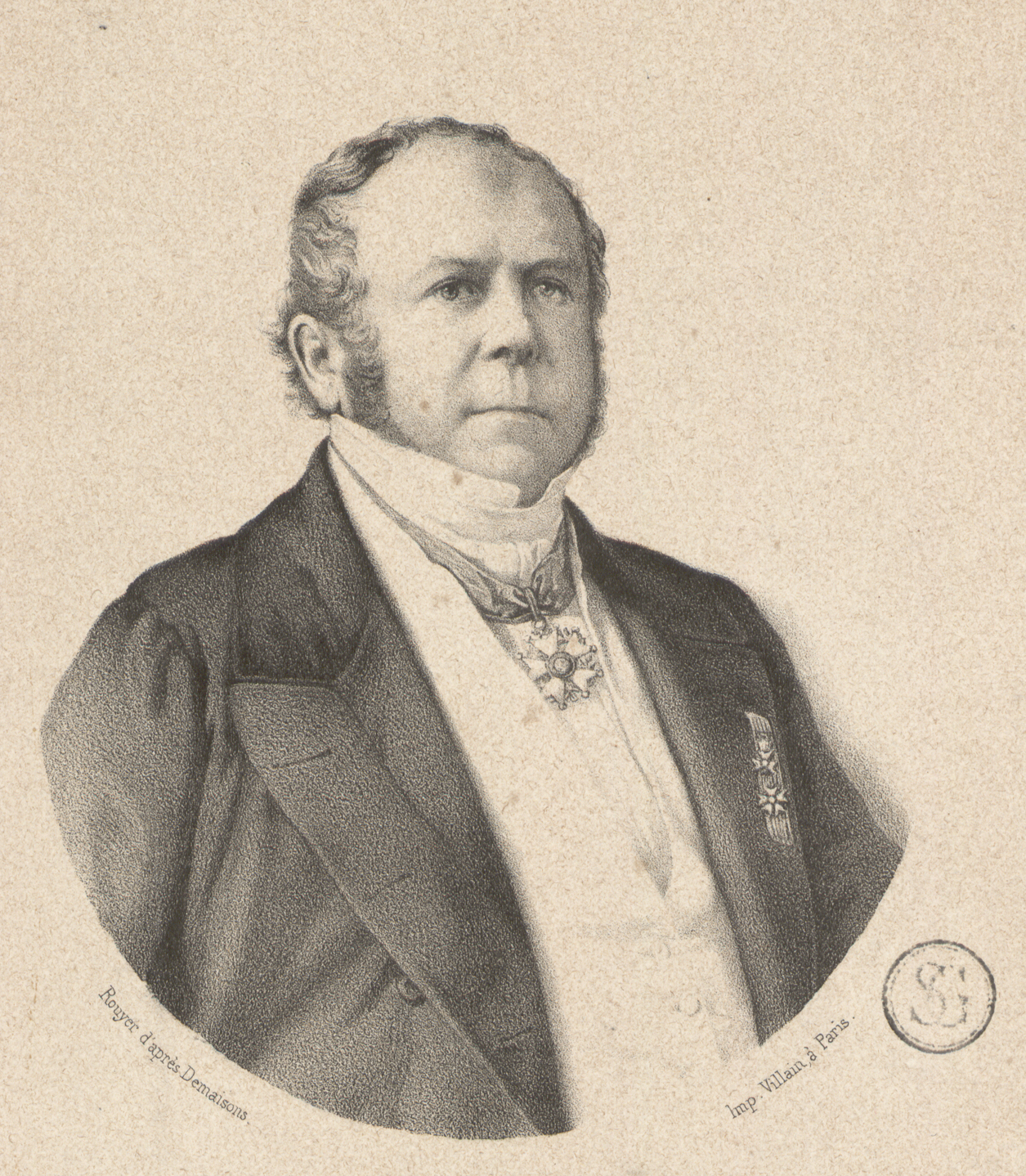
Comte Henri Boulay de La Meurthe

## Armoiries
Les armes de la famille se blasonne ainsi D'azur à une gerbe liée d'or, à une champagne d'argent, chargée de deux branches de chêne et d'olivier de sinople, passées en sautoir ; au franc-quartier échiqueté d'or et d'azur.

## Généalogie simplifiée
- Romary Boulay (1700-1764) X (1747) Agnès Poirot (1721-1782)
  - Romary Boulay (1752-1817) X (1780) Marie-Anne Claudel (1753-1792)
    - Jean-Baptiste Boulay (1790-1859)

  - Antoine Boulay de La Meurthe, comte Boulay de La Meurthe et de l'Empire (1761-1840) X (1795) Catherine Thiboust (1776-1846)
    - Henri Boulay de La Meurthe, comte Boulay de La Meurthe et de l'Empire (1797-1858) X (1851) Louis Michaud (1828-?)
      - Juliette-Louise Boulay de La Meurthe (1852-1906) X (1873) Jules Le Loup de Sancy de Rolland (1842-1922)
      - Napoléon Boulay de La Meurthe, comte Boulay de La Meurthe et de l'Empire (1853-1859)

    - François Boulay de La Meurthe, comte Boulay de La Meurthe et de l'Empire (1799-1880) X (1834) Anne Nougarède de Fayet (1812-1859)
      - Emma Boulay de La Meurthe (1837-1912) X (1859) Antoine Casenave (1832-1897)
      - Charles Boulay de La Meurthe (1840-1842)
      - Alfred Boulay de La Meurtre, comte Boulay de La Meurthe et de l'Empire (1843-1926) X (1875) Noémie Caillard d'Aillières (1852-1928)
        - Marie Boulay de La Meurthe (1876-1924)
        - André Boulay de La Meurthe, comte Boulay de La Meurthe et de l'Empire (1878-1951) X (1909) Mathilde Law de Lauriston (1886-?)
        - Cécile Boulay de La Meurthe (1880-1907) X (1904) Joseph Lamy de La Chapelle-Nougarède (1878-1932)
        - Jeanne Boulay de La Meurthe (1882-1972) X (1908) Henri d'Auray de Saint-Pois (1881-1973)
        - Emmanuel Boulay de La Meurthe, comte Boulay de La Meurthe et de l'Empire (1887-1971) X (1914) Gabrielle Emé de Marcieu (1893-1989)
          - Cécile Boulay de La Meurthe (1918-2013) X (1943) Gérard de La Cropte de Chantérac (1918-2014)
          - Isabelle Boulay de La Meurthe (1920-2014) X Léon de Mareschal (1919-2001)
          - Hedwige Boulay de La Meurthe (1922-2013) X (1943)Joseph Dauger, vicomte Dauger (1917-2002)
          - Alfred Boulay de La Meurthe, comte Boulay de La Meurthe et de l'Empire (1925-2014) X (1948) Monique d'Harcourt (1929-2025)
            - Gilonne Boulay de La Meurthe (1949- X Renaud de Clermont-Tonnerre, comte de Clermont-Tonnerre (1950-
            - Laure Boulay de La Meurthe (1951- X James Goldsmith (1933-1997)
            - Yseult Boulay de La Meurthe (1956- X (1979) Alexandre de Blacas d'Aulps, comte de Blacas (1944-2003)

          - Antoinette Boulay de La Meurthe (1927-1995)
          - Élisabeth Boulay de La Meurthe (1929- X Michel de Bellaigue de Bughas (1921-2012)

    - Anne Boulay de La Meurthe (1801-1870) X (1825) Auguste Bessas de La Mégie
    - Henriette Boulay de La Meurthe (1809-1884) X (1826) Louis Théodore Thibon (1806-1830) puis marié à Louis Chodron de Courcel (1804-1870) en 1834

## Alliances
Les principales alliances de la famille Boulay de La Meurthe sont : Poirot (1747), Claudel (1780), Thiboust (1795), Bessas de La Mégie (1825), Thibon (1826), Chodron de Courcel (1834), Nougarède de Fayet (1834), Michaud (1851), Casenave (1859), Le Loup de Sancy de Rolland (1873), Caillard d'Aillières (1875), Lamy de La Chapelle-Nougarède (1904), d'Auray de Saint-Pois (1908), Law de Lauriston (1909), Emé de Marcieu (1914), de La Cropte de Chantérac (1943), Dauger (1943), d'Harcourt (1948), de Bellaigue de Bughas, de Blacas d'Aulps (1979), de Clermont-Tonnerre, Goldsmith, de Mareschal.

## Postérité
À Épinal, la rue Boulay-de-la-Meurthe, percée en 1881-1882,  rend hommage à Antoine Boulay de la Meurthe et à son fils Henri.